# Igor Podpečan
Igor Podpečan, slovenski glasbenik, harmonikar, pozavnist, baritonist in skladatelj, * 29. september 1967, Slovenj Gradec.
Igor Podpečan je član zadnje zasedbe legendarnega Ansambla bratov Avsenik. Po njihovem zaključku delovanja sedaj deluje v lastnem Ansamblu Igor in zlati zvoki, sodeluje pa tudi kot pevec trenutne zasedbe Fantov s Praprotna. Deluje tudi kot direktor lastne založbe Zlati zvoki, glasbeni producent, avtor melodij in priredb ter kot tonski mojster.

## Življenje

### Mlada leta
Igor Podpečan se je rodil 29. septembra 1967 v Slovenj Gradcu. Po očetovi strani je podedoval nadarjenost za glasbo. Prve prijeme na diatonični harmoniki mu je pokazal stric. Sam se je naučil igrati kontrabas, v sedmem razredu osnovne šole se je začel učit še igranja na pozavno. Osnovno šolo je najprej obiskoval na Ravnah na Koroškem. Leta 1979 se je družina preselila v njegov rojstni kraj, kjer je zaključil osnovno šolo, nato pa je opravljal kar dve srednji šoli naenkrat: metalurško in glasbeno, v kateri je končal pet letnikov klavirske harmonike. Pozneje je na Akademiji za glasbo v Ljubljani diplomiral iz pozavne pri profesorju Borisu Šinigoju.

### Obdobje pred Avseniki
V Mariboru se je včlanil v Big band in začel igrat v raznih narodnozabavnih zasedbah. V tem času se je naučil igranja na bariton. Najprej je krajši čas igral v Ansamblu Trim, nato tri leta igral pri Ansamblu Celjski instrumentalni kvintet. Pozneje je nekaj časa sodeloval v občasnih skupinah, kot študent je s prijatelji celo igral po Sloveniji, Avstriji, Nemčiji in Švici. Eno leto je igral kot prvi pozavnist v mariborski operni hiši. Ko se je že dogovoril za igranje v orkestru Slovenske filharmonije, so ga povabili k Ansamblu bratov Avsenik. Slavko Avsenik ga je namreč videl na televiziji, ko je še igral pri Ansamblu Celjski instrumentalni kvintet, Vilko Ovsenik pa je medtem iskal novega baritonista za ansambel. Med drugim je za pomoč prosil profesorja Toneta Grčarja, ki je Podpečana poznal.

### Ansambel bratov Avsenik
Pri Avsenikih je igral v zadnji zasedbi le kratek čas, in sicer od leta 1989, ko je zamenjal dolgoletnega baritonista Mika Sossa, do konca delovanja ansambla, vključno s studijsko zasedbo.

### Samostojna pot
Po koncu njihovega delovanja se je najprej za krajši čas (med letoma 1991 in 1993) vključil v avstrijski narodnozabavni ansambel Filzmooser Buam iz Salzburga. Še v času delovanja v tej zasedbi je leta 1992 ustanovil lastno glasbeno skupino, Ansambel Igor in zlati zvoki. V ansamblu so se mu pridružili nekateri člani zadnje Avsenikove zasedbe, in sicer kitarist Renato Verlič, pevki Jožica Svete in Joži Kališnik ter pevec Rudi Miložič (ki z Avseniki nastopil le v studijski zasedbi). Na nek način so nadaljevali z Avsenikovim slogom. Igor Podpečan je avtor mnogih skladb, ne le za lasten ansambel, temveč tudi za druge. Deluje tudi kot producent in tonski mojster ter tudi kot direktor lastne založbe Zlati zvoki (ta je dobila ime po enem najuspešnejših projektov Ansambla bratov Avsenik). Po letu 2011 je k sodelovanju z ansamblom povabil tudi legendarno pevsko zasedbo Fantje s Praprotna, ki so dolga leta sodelovali z Ansamblom Lojzeta Slaka. Po smrti njihovega člana Toneta Štritofa leta 2014 ga je izmenjaje z Matijo Slakom nadomeščal kot pevec prvega basa, od leta 2016 pa z njimi tudi redno nastopa kot njihov član.

## Delo
V bazi avtorjev združenja SAZAS je po podatku z dne 1. 1. 2017 registriranih kar 1150 del, katerih avtor ali soavtor je Igor Podpečan. V to število so zajete vse skladbe, tako tiste, ki jih izvaja Ansambel Igor in zlati zvoki, kot tudi vse ostale za druge zasedbe. Upoštevane so tudi priredbe za nemško govorno področje in remiksi (nekakšne predelave v zabavno glasbo) avtorskih skladb.

## Nagrade
Mnoge skladbe Igorja Podpečana v izvedbi drugih ansamblov so prejele nagrade na festivalih. Nekatere osvojene nagrade:
- 2004: Graška Gora poje in igra - Nagrada za najboljšo melodijo (izvajalec Ansambel Mikola).
- 2006: Graška Gora poje in igra - Nagrada za najboljšo melodijo (izvajalec Ansambel Veseli svatje).
- 2008: Graška Gora poje in igra - Nagrada za najboljšo melodijo (izvajalec Ansambel Minutka).
- 2012: Graška Gora poje in igra - Nagrada za najboljši aranžma (izvajalec Ansambel Prleški kvintet).